# Шведска на Европском првенству у атлетици у дворани 1973.
Шведска је учествовала на 4. Европском првенству у дворани 1973 одржаном у Ротердаму, (Холандија), 10. и 11. марта. У свом  трећем учешћу на европским првенствима у дворани репрезентацију Шведске представљало је 7 спортиста (5 мушкараца и 2 жене) који су се такмичили у исто толико дисциплина.
На овом првенству атлетичари Аустрије нису освојили ниједну медаљу.
У табели успешности према броју и пласману такмичара који су учествовали у финалним такмичењима (првих 8 такмичара) Шведска је са 2 учесника у финалу и 8 бодова била 19.  од 22 земље које су у финалу имале представнике. Данска и Исланд нису имали представнике у финалу.
| Плас. | Земља   | 1. место | 2. место | 3. место | 4. место | 5. место | 6. место | 7. место | 8. место | Бр. финал. - Бод. |
| ----- | ------- | -------- | -------- | -------- | -------- | -------- | -------- | -------- | -------- | ----------------- |
| 19.   | Шведска | −        | −        | −        | −        | 2 − 4    | −        | −        | −        | 2 − 8             |

## Учесници
| Бр. | Дисциплина   | Мушкарци                     | Жене          | Укупно |
| --- | ------------ | ---------------------------- | ------------- | ------ |
| 1.  | 50 м         | Ролф Трулсон                 | Линда Хаглунд | 2      |
| 2.  | 400 м        | Микаел Фредриксон            |               | 1      |
| 3.  | 60 м препоне |                              | Гунхилд Олсон | 1      |
| 4.  | Скок увис    | Јан Далгрен                  |               | 1      |
| 5.  | Скок мотком  | Ханс Лагерквист              |               | 1      |
| 6.  | Скок мотком  | Ханс Лагерквист Кјел Исаксон |               | 2      |
|     | Укупно (6)   | 6                            | 2             | 8      |

## Резултати

### Мушкарци
| Атлетичар         | Дисциплина   | Лични рекорд | Квалификације | Квалификације | Полуфинале           | Полуфинале           | Финале               | Финале    | Детаљи |
| Атлетичар         | Дисциплина   | Лични рекорд | Резултат      | Место         | Резултат             | Место                | Резултат             | Место     | Детаљи |
| ----------------- | ------------ | ------------ | ------------- | ------------- | -------------------- | -------------------- | -------------------- | --------- | ------ |
| Ролф Трулсон      | 60 м         |              | 6,99          | 5 у гр. 3 ЛРС | Није се квалификовао | Није се квалификовао | Није се квалификовао | =32. / 34 |        |
| Микаел Фредриксон | 400 м        |              | 47,70         | 3 у гр. 4     | Није се квалификовао | Није се квалификовао | Није се квалификовао | 9. / 16   |        |
| Јан Далгрен       | скок увис    | 2,22         |               |               |                      |                      | 2,14 ЛРС             | 5. / 19   |        |
| Ћел Исаксон       | скок мотком  |              | БП            | БП            |                      |                      |                      |           |        |
| Ханс Лагерквист   | скок мотком  |              | БП            | БП            |                      |                      |                      |           |        |
| Рикард Брух       | бацање кугле | 19,50        | 19,29         | 5. / 12       |                      |                      |                      |           |        |

### Жене
| Атлетичарка   | Дисциплина   | Лични рекорд | Квалификације | Квалификације  | Полуфинале            | Полуфинале            | Финале                | Финале   | Детаљи |
| Атлетичарка   | Дисциплина   | Лични рекорд | Резултат      | Место          | Резултат              | Место                 | Резултат              | Место    | Детаљи |
| ------------- | ------------ | ------------ | ------------- | -------------- | --------------------- | --------------------- | --------------------- | -------- | ------ |
| Линда Хаглунд | 60 м         |              | 7,57          | 3 у гр. 5 ЛРСд | Није се квалификовала | Није се квалификовала | Није се квалификовала | 13. / 26 |        |
| Гунхилд Олсон | 60 м препоне |              | 8,94 ЛРд      | 5 у гр. 3      | Није се квалификовала | Није се квалификовала | Није се квалификовала | 16. / 16 |        |

## Биланс медаља Шведске после 4. Европског првенства у дворани 1970—1973.
|     | ЕП     |   |   |   |   | УП   |
| 1.  | 1970.  | 0 | 1 | 0 | 1 | = 10 |
| 2.  | 1971.  | 0 | 1 | 1 | 2 | 9    |
| 3.  | 1972.  | 0 | 1 | 0 | 1 | = 10 |
| 4.  | 1973.  | 0 | 0 | 0 | 0 | 15   |
| 1—4 | Укупно | 0 | 3 | 1 | 4 | 15   |

|    | Атлетичар/ка |   |   |   |   |
| 1. | Ћел Исаксон  | 0 | 2 | 0 | 2 |
| -- | ------------ | - | - | - | - |

## Шведски освајачи медаља после 4. Европског првенства 1970—1973.
|    | Атлетичар/ка    | м | ж | ЕП       | Дисциплина |   |   |   |   | УП    |
| -- | --------------- | - | - | -------- | ---------- | - | - | - | - | ----- |
| 1. | Ћел Исаксон (1) | м |   | 1970.    | мотка      |   |   |   |   | = 10. |
| 2. | Ћел Исаксон /2) | м |   | 1971.    | мотка      |   |   |   |   |       |
| 3. | Рики Брух       |   | ж | 1971.    | кугла      |   |   |   |   | 9.    |
| 4. | Ханс Лагерквист | м |   | 1972.    | мотка      |   |   |   |   | = 10. |
|    | Укупно          | 4 | 0 | 1970—73. |            | 0 | 3 | 1 | 4 | 11.   |